# 14172 Amanolivere
14172 Amanolivere è un asteroide della fascia principale. Scoperto nel 1998, presenta un'orbita caratterizzata da un semiasse maggiore pari a 2,4418240 UA e da un'eccentricità di 0,1651832, inclinata di 2,76797° rispetto all'eclittica.